# Денят Он Еър
Денят Он Еър (в оригинал: Денят ON AIR) е информационно-коментарно телевизионно предаване по телевизия България Он Еър, с анализи и гости по темите от деня. То се излъчва от 9 септември 2011 г. От 19 септември 2011 г. се излъчва и по телевизия Черно море, в периода на нейното съществуване. От 2 април 2018 г. водещ на предаването е Ганиела Ангелова.